# Sylvain Monod
Pour les articles homonymes, voir Monod.
Sylvain Monod (né le 20 mai 1960) est un réalisateur et directeur de production français.

## Filmographie sélective

### Comme réalisateur

#### Cinéma
- 1998 : On a très peu d'amis
- 2001 : Électroménager

#### Télévision
- 2010 : L'Homme sans nom
- 2011 : La Part des anges
- 2012 : Parle tout bas si c'est d'amour
- 2014 : La Déesse aux cent bras

### Comme direction de production
- 2019 : La Belle Époque de Nicolas Bedos